# Banc de fuster

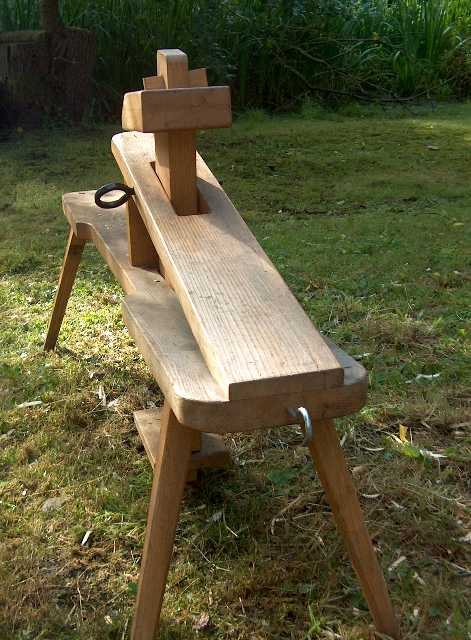
Banc de fuster

Un banc de fuster és una combinació d'un caragol de banc i un banc de treball, utilitzat per a la talla de fusta. Entre els usos típics del banc de fuster hi ha conformar un perfil rodó sobre un tros de fusta que inicialment és quadrangular, com ara una pota per a una cadira o per preparar una peça per al torn. Se'ls utilitza en tasques de boteria i arqueria.

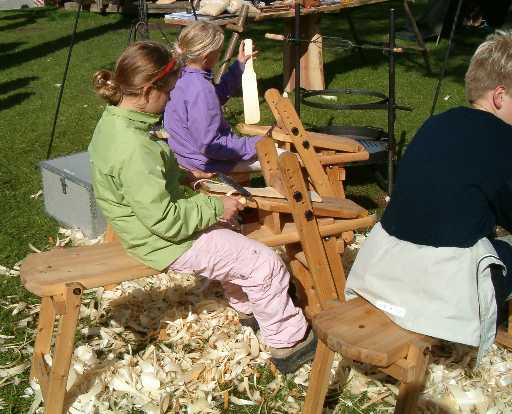
Ús de bancs de fuster

Generalment s'utilitza el banc de fuster per preparar una peça de fusta abans de muntar-la en un torn, per obtenir un tros de fusta amb una forma aproximadament arrodonida.
Tal com suggereix la paraula "banc", la persona se senti a cavall de banc. La trava és activada per la persona empenyent amb els seus peus sobre una barra a la part baixa. Aquesta trava manté fixa a la fusta mentre es la treballa amb per exemple un bastren o argallera.